# Тополчане (Сливенская область)
Тополчане (болг. Тополчане) — село в Болгарии. Находится в Сливенской области, входит в общину Сливен. Население составляет 3 014 человек.

## Политическая ситуация
В местном кметстве Тополчане, в состав которого входит Тополчане, должность кмета (старосты) исполняет Веселина Георгиева Калчева (Граждане за европейское развитие Болгарии (ГЕРБ)) по результатам выборов правления кметства.
Кмет (мэр) общины Сливен — Йордан Лечков Янков (Граждане за европейское развитие Болгарии (ГЕРБ)) по результатам выборов в правление общины.